# Спектральная плотность излучения
Спектра́льная пло́тность излуче́ния — термин в фотометрии и теории электромагнитных волн, под которым, в зависимости от контекста, может пониматься одна из следующих физических величин:
- спектральная объёмная плотность энергии излучения, то есть характеристика области пространства, в которой наличествует электромагнитное излучение. Такая величина рассчитывается как

{\displaystyle u_{\nu }=\langle {\frac {dW}{dV~d\nu }}\rangle \quad } (вариант: {\displaystyle u_{\lambda }=\langle {\frac {dW}{dV~d\lambda }}\rangle }),
где {\displaystyle W} — энергия, {\displaystyle V} — объём, {\displaystyle \nu =\omega /2\pi } — частота (Гц) и {\displaystyle \lambda } — длина волны излучения;
- спектральная поверхностная плотность мощности излучения (также: спектральная плотность потока излучения, спектральная интенсивность излучения, спектральная энергетическая светимость, спектральная излучательная способность, спектральная испускательная способность), то есть характеристика излучающей поверхности рассматриваемого тела. Эта величина определяется как

{\displaystyle \varepsilon _{\nu }=\langle {\frac {dP}{dS~d\nu }}\rangle \quad } (вариант: {\displaystyle \varepsilon _{\lambda }=\langle {\frac {dP}{dS~d\lambda }}\rangle }),
где {\displaystyle P} — мощность, а {\displaystyle S} — площадь излучателя.
- спектральная энергетическая яркость, то есть характеристика излучения поверхности рассматриваемого тела в определеном направлении. Эта величина определяется как

{\displaystyle B_{\nu }=\langle {\frac {dB}{d\nu }}\rangle \quad } (вариант: {\displaystyle B_{\lambda }=\langle {\frac {dB}{d\lambda }}\rangle }),
где {\displaystyle B} — яркость излучателя в определенном направлении.
Усреднение производится по достаточно большому промежутку времени. Форма кривых спектральной плотности как функции частоты (длины волны) в паре {\displaystyle u_{\nu }} и {\displaystyle \varepsilon _{\nu }} (или {\displaystyle u_{\lambda }} и {\displaystyle \varepsilon _{\lambda }}) одинакова. Ниже для определённости рассматривается {\displaystyle \varepsilon }. 
Если излучение равнораспределено по всем направлениям (изотропно), то величина {\displaystyle u_{\nu }} ({\displaystyle u_{\lambda }}) на расстоянии от источника порядка его линейных размеров и ближе связана с {\displaystyle \varepsilon _{\nu }} ({\displaystyle \varepsilon _{\lambda }}) и {\displaystyle B_{\nu }} ({\displaystyle B_{\lambda }}) соотношениями
{\displaystyle u_{\nu |\lambda }={\frac {4}{c}}\cdot \varepsilon _{\nu |\lambda },\quad u_{\nu |\lambda }={\frac {4\pi }{c}}\cdot B_{\nu |\lambda }},
где {\displaystyle c} — скорость света.
Буквенные обозначения обсуждаемых величин не являются стандартизированными, однако в любом случае принято вводить нижний значок, указывающий на аргумент, по которому берётся интервал и от которого зависит спектральная плотность: {\displaystyle \varepsilon _{\nu }(\nu )} или {\displaystyle \varepsilon _{\lambda }(\lambda )}. 
Смотря по тому, частота или же длина волны выбрана в качестве аргумента, спектральная плотность излучения {\displaystyle \varepsilon } в СИ будет измеряться в (Вт/м2)/Гц или в (Вт/м2)/м. Аналогично для {\displaystyle u}: в (Дж/м3)/Гц или в (Дж/м3)/м.
Поскольку частота и длина волны связаны как {\displaystyle \lambda \nu =c}, переход от {\displaystyle \varepsilon _{\nu }(\nu )} к {\displaystyle \varepsilon _{\lambda }(\lambda )} осуществляется через
{\displaystyle \varepsilon _{\lambda }(\lambda )=\varepsilon _{\nu }\left({\frac {c}{\lambda }}\right)\cdot {\frac {c}{\lambda ^{2}}}}.
Обычно (см. примеры на рисунке) энергия излучения неравномерно распределена по волнам различных длин. Поэтому спектральная плотность излучения сложным образом зависит от выбранного аргумента (в данном примере — длины волны).  
Для некоторых типов источников излучения их спектральная плотность известна из фундаментальных принципов. Так, для абсолютно чёрного тела
{\displaystyle \varepsilon _{\nu }={\frac {2\pi h\nu ^{3}}{c^{2}}}{\frac {1}{e^{h\nu /kT}-1}},\qquad \varepsilon _{\lambda }={2\pi h{c^{2}} \over \lambda ^{5}}{1 \over e^{hc/\lambda kT}-1}},
где {\displaystyle T} — температура, а {\displaystyle h} — постоянная Планка. Спектр лампы накаливания (левая часть рисунка) в видимой области достаточно хорошо описывается этими формулами.
Полная интенсивность излучения (без слова «спектральная») {\displaystyle I} получается интегрированием {\displaystyle \varepsilon _{\nu }} или {\displaystyle \varepsilon _{\lambda }} по выбранному аргументу. Иногда сами плотности {\displaystyle \varepsilon _{\nu }}, {\displaystyle \varepsilon _{\lambda }} тоже называют интенсивностями, что не вполне корректно, но при наличии даже минимального контекста не влечёт недоразумений.